# دبح ألبي
الدبح الألبي (باللاتينية: Podospermum alpigenum) نوع نباتي يتبع جنس الدبح من الفصيلة النجمية.

## البيئة والانتشار
موطنه بلاد الشام وقبرص وتركيا والقوقاز واليونان.

## مرادفات للاسم العلمي
- (باللاتينية: Scorzonera alpigena (K. Koch) Grossh.)
- (باللاتينية: Podospermum pindicola Hausskn.)
- (باللاتينية: Scorzonera candica Lipsch.)
- (باللاتينية: Scorzonera subintegra (Boiss.) J. Thiébaut)
- (باللاتينية: Scorzonera jacquiniana var. alpina Boiss.)
- (باللاتينية: Scorzonera jacquiniana var. subintegra Boiss.)